# Funky house
Funky house — піджанр музики house, поєднаний з елементами funk і deep house. Цей жанр вперше з'явився на чиказькій музичній сцені у 90-ті роки XX століття. Як і більшість піджанрів музики house, і funky house відрізняється використанням синтезаторів і семплерів. До найвідоміших виконавців належать Freemasons, Armand van Helden та StoneBridge.
Funky house був також розвивався завдяки таким лейблам, як Ministry of Sound і Hed kandi, які у великих масштабах почали співпрацювати і сприяти творцям цієї музики.
Згодом funky house зазнав великого впливу UK garage. Еволюція жанру і досі пов'язана з розвитком UK garage.